# Sante Kimes
Sante Kimes (született Sandra Louise Singhrs) (Oklahoma City, Oklahoma, 1934. július 24. – Bedford Hills, New York, 2014. május 19.) amerikai szélhámos és sorozatgyilkos. Fia, Kenneth Kimes Jr. segítségével több mint 60 bűncselekményt követett el, köztük többrendbeli hamisítást, csalást és három gyilkosságot.

## Fiatalkora
A nő Sandra Louise Singhrs néven, 1934-ben született Oklahoma Cityben. Anyja prostituált, apja munkás volt. A szülők nem foglalkoztak eleget a lányukkal, aki sokszor szabadon kóborolt az utcán, gyakran lopott is.
Sante okos volt, 1952-ben le is diplomázott. Hamar férjhez ment egy középiskolai barátjához, de a házasság csak három hónapig tartott. 1956-ban hozzáment korábbi szerelméhez, Edward Walkerhez. Bár született egy fiuk, Kent, az asszony továbbra sem tudott parancsolni bűnözői hajlamának. 1961-ben, egy lopási ügy után a házaspár elvált.

## Házassága Kenneth Kimesszal
1971-ben hozzáment az elvált milliomoshoz, az idősebb Kenneth Kimeshoz. (A nő ekkor már a Sante nevet használta.) Kent Walker azt állította, Kenneth tudta, hogy Sante csak a pénzéért ment hozzá, de ez nem érdekelte. Az asszony rendkívül karizmatikus és manipulatív volt, így nemcsak a férjét, hanem a baráti körét is az ujja köré csavarta. Kent így írta le édesanyját:
Anyámon minden nagy volt. Nagy haj, nagy mell, nagy fehér blúzok, ilyesmi. Külsőre is vonzó volt, de a személyiségében is volt valami megkapó. Kemény nő volt, aki hihetetlen hatást gyakorolt az emberekre.
Sante a társasági életben Elizabeth Taylort tartotta példaképének. A házaspár még Gerald Ford elnökkel és a feleségével is találkozott.
1975-ben Sante megszülte Kenneth „Kenny” Kimes Jr.-t. Otthon taníttatták a fiút, aki már gyermekként bejárta a fél világot. Az anya mindent kontrollált a fiú életében, még a barátait is kiválasztotta. Kennynek nehéz gyermekkora volt.
A házaspárt hamarosan letartóztatták rabszolgatartásért. Nőket toboroztak Mexikóban, majd Los Angelesbe vitték, és Sante megalázta őket. Éjjel-nappal dolgoztatta őket, és megtagadta tőlük a fizetséget. Kenneth Sr. pénzbüntetéssel megúszta, de Santét három évre rács mögé zárták. Míg a nő börtönben ült, az apa elkezdte ellene hangolni Kennyt. Amikor Sante kiszabadult, Kenny fellázadt ellene. A családi légkör még évekig mérgező volt.
1994-ben Kenneth Kimes Sr. meghalt. Kenny összeomlott, és az anyjához fordult. Ettől kezdve a páros elválaszthatatlanná vált. Kenny részt vett anyja lopásaiban, betöréseiben és biztosítási csalásaiban. Mivel Kenneth nem hagyott rájuk semmit, anya és fia a megélhetésért követte el bűntényeit.

## A gyilkosságok
A páros egy offshore-számlát nyitott a Bahamákon. A bankár, akinél a pénzüket elhelyezték, az arab származású Sayed Bilal Ahmed volt. A férfi gyanakodni kezdett, és 1996-ban kérdezősködni kezdett Santénál. A nő megkérte fiát, hogy ölje meg az üzletembert. Kenny elment Ahmed luxuslakásába, ahol együtt drogozott a bankárral. Amikor a célszemélyt kiütötte a kábítószer, Kenny a fürdőszobába vitte az áldozatot, és a mosdókagylóban vízbe fojtotta.
1998-ban a bűnpáros eladott egy házat, amit korábban Kenneth Kimes Sr. egy családi barátra, David Kazdinre hagyott. Amikor az áldozat rájött a csalásra, megfenyegette Santét, hogy feladja a rendőrségen. Az asszony ismét a fiát küldte a célszemélyhez. Kenny lelőtte Kazdint, majd a holttestet egy kukába dobta.
Ugyanebben az évben a páros New Yorkba ment. Találtak egy 82 éves multimilliomosnőt, Irene Silvermant, aki szobákat adott ki a villájában. Kenny (aki a Many Guerrin nevet használta) bérbe vett egy lakrészt érvényes papírok nélkül. 1998. július 5-én Sante kiütötte Ms. Silvermant egy sokkolóval, majd Kenny kötéllel megfojtotta az áldozatot. A holttestet soha nem találták meg. Még aznap bejelentették az áldozat és „Many Guerrin” eltűnését.

## Elfogás, ítélet
A Kazdin-gyilkosság után az FBI nyomozni kezdett az anya-fia páros után. Egy informátor, aki kisebb bűntényekben együtt dolgozott a párossal, vádalkut kötött, és kapcsolatba lépett a bűnözőkkel. Sante megkérte az informátort, hogy segítsen kezelni a vagyont, amit Irene Silverman megöléséből reméltek. Július 6-án, egy nappal az öreg multimilliomosnő megölése után Kimesék találkoztak a téglával, amikor az FBI-ügynökök letartóztatták a párost. Az autójukban megtalálták Silverman papírjait, egy pisztolyt, partidrogokat, köteleket, zsákokat, maszkokat, egy hamis szerződést, amely szerint a Silverman-villa Santére és Kennyre száll, valamint 30 000 dollárt, készpénzben.
Míg a bűnözőket kihallgatták, az egyik ügynök hasonlóságot vélt felfedezni a Kimes-ügy és a két eltűnt New York-i ember esete között. Rájött, hogy Many Guerrin valójában Kenny Kimes alteregója volt (ezt Ms. Silverman szobalánya is tanúsította). Sante azt állította, hogy ő és Irene nagy barátnők voltak, de hamar kiderült, hogy ez nem igaz.
Az anya-fia páros New Yorkban állt bíróság elé Iren Silverman megölése és további bűncselekmények (pl. hamisítás, biztosítási és ingatlancsalások, illegális fegyvertartás stb.) miatt. A vádlottak magabiztosak voltak, hiszen Irene holtteste nem került elő. Ám szerencséjük hamar elhagyta őket. Bűnösnek találták őket, és Kenny 120 év, míg Sante 125 év börtönt kapott.
Ezután Los Angelesbe vitték őket, hogy ott tárgyalják David Kazdin ügyét. Mivel Kaliforniában volt halálbüntetés, Kenny a vádalkut választotta. Bevallotta mindhárom gyilkosságot (Sayed Blilal Ahmed megölésével bizonyítékok hiányában nem vádolták meg őket), s anyját nevezte meg felbujtóként. Az alku értelmében mindkét tettest életfogytiglani szabadságvesztésre ítélték feltételes szabadlábra helyezés lehetősége nélkül.
Sante Kimes 2014. május 19-én hunyt el, természetes halállal. Kenny Kimes még mindig börtönben ül.

## Média
Az eset nagy visszhangot kapott, elsősorban a bűncselekmények nagysága és az elkövetők közti anya-fia kapcsolat miatt. 2001-ben film készült a párosról Like Mother, Like Son: The Strange Story of Sante and Kenny Kimes címmel, melyben Mary Tyler Moore játszotta Sante karakterét. 2006-ban jelent meg az A Little Thing Called Murder című film szintén a párosról. Emellett az eset szerepelt a Gyilkos asszonyok, az Ölnék érted és az Ördögi nők című dokumentumsorozatokban.

## Fordítás
Ez a szócikk részben vagy egészben  a   Sante Kimes című angol Wikipédia-szócikk ezen változatának fordításán alapul.  Az eredeti cikk szerkesztőit annak laptörténete sorolja fel. Ez a jelzés csupán a megfogalmazás eredetét és a szerzői jogokat jelzi, nem szolgál a cikkben szereplő információk forrásmegjelöléseként.